# Mary Bateson

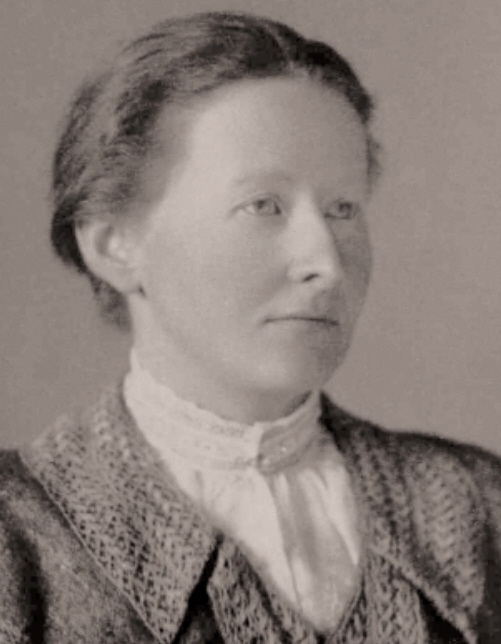
Mary Bateson

Mary Bateson (* 12. September 1865 in Robin Hood’s Bay; † 30. November 1906 im Cambridge) war eine britische Historikerin und Suffragette.

## Biographie

### Wissenschaftliche Laufbahn
Mary Bateson war eine Tochter von William Henry Bateson, Master am St John’s College in Cambridge. Ihre Mutter Anna Aikin setzte sich für die Rechte von Frauen ein. Über die Kindheit von Mary Bateson liegen keine Informationen vor; sie hatte drei Schwestern, Anna, Margaret (die spätere Journalistin Margaret Heitland) und Edith (spätere Bildhauerin). Ihr gemeinsamer Bruder war der Biologe William Bateson. Mary Bateson besuchte die Schule der Misses Thornton in Cambridge, bevor sie ein Jahr am Institut Friedländer im deutschen Baden verbrachte. Von 1881 bis 1884 war sie Schülerin der Perse School for Girls, die ihre Eltern mitbegründet hatten. Selbst noch Schülerin, unterrichtete sie an der Schule Deutsch. Der Vater William Bateson, der als „remarkably sweet and tender character“ beschrieben wurde, starb 1881 und ließ seine Familie in wohlhabenden Verhältnissen zurück.
1884 trat Mary Bateson in das Newnham College für Frauen ein, das ebenfalls von ihren Eltern mitinitiiert worden war, und besuchte 1887 die erste Klasse des historischen Tripos. Ihre Examensarbeit zum Thema Monastic Civilisation in the Fens wurde im selben Jahr mit dem Historical Essay Prize ausgezeichnet. Ab 1887 begann sie, sich ernsthaft mit der Kultur des Mittelalters auseinanderzusetzen und sich profunde Kenntnisse in Latein anzueignen; ihr Mentor war der Historiker und spätere Bischof Mandell Creighton, Ehemann der Frauenrechtlerin Louise Creighton. Er war der Gründungsherausgeber des Dictionary of National Biography, zu dessen Originalausgabe Bateson 108 biografische Artikel beisteuerte, darunter kein einziger Artikel über eine Frau. Zudem schrieb sie regelmäßig Artikel für die English Historical Review. Als ihr wichtigstes Werk gilt das zweibändige Borough Customs (1906). Ihre publizistischen Aktivitäten verliehen ihr einen guten Ruf, so dass sie etwa 1905 eingeladen wurde, als prestigeträchtiger Warburton Lecturer an der University of Manchester zwei Vorlesungen zum Thema Survivals of Ancient Customs in English Borough Law zu halten.
1889 wurde Mary Bateson als Dozentin für englische Verfassungsgeschichte am Newnham College berufen, wobei sie das Lehren anders als das Forschen und Schreiben nicht befriedigte. 1903 erhielt sie als eine der ersten Wissenschaftlerinnen ein Newnham-Forschungsstipendium, für dessen Einrichtung sie sich selbst eingesetzt hatte. Nach Ablauf ihres Stipendiums gab sie, da sie sich finanziell gut stand, das Geld an den Fonds zurück, damit andere Wissenschaftlerinnen, die es dringender als sie benötigten, unterstützt werden konnten.
Neben ihrer wissenschaftlichen Arbeit nahm Mary Bateson „like any upper-class English woman“ lebhaft am gesellschaftlichen Leben in Cambridge teil. Wegen ihres Intellekts und ihres Witzes war sie, so die Historikerin Alice Gardner, ein gern gesehener Gast auf Partys, „any party was sure to be succesful if Mary Bateson war on the guest list“. Der Historiker Thomas Frederick Tout berichtete, dass Bateson auch „gesellschaftlich in Kreisen beliebt war, die sich wenig um ihre persönliche (akademische) Auszeichnung kümmerten“ und betonte ihren „seltenen Sinn für Humor... ihr tiefes, herzliches Lachen... und ihre muntere Kameradschaft“. Bateson heiratete nicht, und es ist auch keine engere Beziehung zu einem Mann bekannt. Lange lebte sie bei ihrer Mutter, zog aber zu einem unbekannten Zeitpunkt in ein eigenes Haus, damals ungewöhnlicher Schritt für eine „Spinster“ (unverheiratete Frau, die das übliche Heiratsalter überschritten hat).
Mary Bateson starb am 30. November 1906 im Alter von 41 Jahren in einem Cambridger Krankenhaus an einer Hirnblutung. Bertrand Russell schrieb: „Sie wird ein schrecklicher Verlust für Newnham und für Cambridge sein ... Ich habe sie sehr respektiert und bewundert. Sie war die letzte Person, von der man erwartet hätte, dass sie sterben würde.“ In mehrere großen Zeitungen erschienen Nachrufe auf sie, aber nur eine erwähnte ihre Aktivitäten als Frauenrechtlerin.

### Kampf für Frauenrechte
Bateson war eine Verfechterin des Frauenwahlrechts, und 1888 wurde sie in Cambridge Organisatorin der Central Society for Women's Suffrage. Bischof Creighton missfiel dieses Engagement und teilte ihr dies in einem Brief mit; sie versprach, seinem Rat zu folgen, hielt sich aber nicht daran und engagierte sich in den folgenden Jahren in verschiedenen Funktionen in der Cambridge Women's Suffrage Association (CWSA), die ihre Mutter mitbegründet hatte. Sie war Mitglied des College-Rates und beteiligte sich 1895 bis 1897 an den letztlich vergeblichen Bemühungen um die Aufnahme von Frauen als Vollmitglieder der Universität Cambridge (was erst 1948 eingeführt wurde).
Am 19. Mai 1906 gehörte Bateson zu einer Delegation aus 350 Frauen, die über 25 Organisationen vertraten, bei Premierminister Henry Campbell-Bannerman. Die Abordnung vertrat „Frauen, die an den Universitäten des Vereinigten Königreichs und der britischen Kolonien, an den Universitäten Europas und der Vereinigten Staaten in den Fächern Literatur, Wissenschaft und Recht promoviert haben“. Sie überreichte eine Petition, die von 1530 Hochschulabsolventinnen unterzeichnet worden war, „die glauben, dass die Entrechtung eines Geschlechts für beide Geschlechter schädlich und ein nationales Unrecht in einem Land ist, das vorgibt, nach einem repräsentativen System regiert zu werden“. Dabei war Mary Bateson eine von zehn Rednerinnen; in ihrer Rede wies sie auf die Leistungen von Frauen im Beruf hin und plädierte für eine Verbindung von akademischen und politischen Aktivitäten.

## Publikationen (Auswahl)
als Herausgeberin:
- Catalogue of the Library of Syon Monastery. Isleworth. Cambridge University Press, Cambridge 1898 (Digitalisat).
- A Narrative of the Changes in the Ministry. 1765–1767. Told by the Duke of Newcastle in a Series of Letters to John White, M.P. Longmans, Green and Co., London u. a. 1898 (Digitalisat).
- George Ashby’s Poems (= Early English Text Society. Extra Series. 76, ISSN 0070-7864). Edited from two 15th Century Mss. at Cambridge. Published for the Early English Text Society. Kegan Paul, Trench, Trübner & Co., London 1899 (Digitalisat).
- Cambridge Gild Records (= Octavo Publications of the Cambridge Antiquarian Society. 39, ZDB-ID 436080-1). With a preface by William Cunningham, Cambridge. Cambridge Antiquarian Society, Cambridge 1903 (Digitalisat).
- Grace Book B. 2 Bände. Cambridge University Press, Cambridge 1903–1905;
  - Band 1: Containing the Proctors’ Accounts and other Records of the University of Cambridge for the Years 1488–1511 (= Luard Memorial Series. 2, ZDB-ID 275477-0). 1903 (Digitalisat);
  - Band 2: Containing the Accounts of the Proctors of the University of Cambridge, 1511–1544 (= Luard Memorial Series. 3). 1905 (Digitalisat).

als Autorin:
- Mediæval England. (1066–1350) (= The Story of the Nations. Nr. 62). T. Fisher Unwin u. a., 1903, ZDB-ID 1049865-5 (Digitalisat).
- Borough Customs. 2 Bände. Quaritch, London 1904–1906;
  - Band 1: (= The Publications of the Selden Society. 18, ZDB-ID 700551-9). 1904 (Digitalisat);
  - Band 2: (= The Publications of the Selden Society. 21). 1906 (Digitalisat).
- sowie zahlreiche Zeitschriftenartikel und Lexikonbeiträge.